# District de Sancheong
Le district de Sancheong est un district de la province du Gyeongsang du Sud, en Corée du Sud.